# ゲオルギアン・ミシュ
ヨネル・ゲオルギアン・ミシュ（Ionel Georgian Mișu 、2001年7月24日 - ）は、ルーマニア・ドロベタ＝トゥルヌ・セヴェリン出身のプロサッカー選手。モスティシュテア・ウルム所属。ポジションは、ゴールキーパー。2019年6月2日、1-3で敗れたアウェーのガズ・メタン・メディアシュ戦でリーガIデビューを果たした。